# ترونکلزبرگ
ترونکلزبرگ (به آلمانی: Trunkelsberg) یک شهر در آلمان است که در بایرن واقع شده‌است.

## خصوصیات
ترونکلزبرگ ۱٫۹۰ کیلومترمربع مساحت دارد ۶۲۵ متر بالاتر از سطح دریا واقع شده‌است.